# Passione secondo Luca
La Passione secondo Luca (in tedesco: Lukaspassion) BWV 246 è una composizione già attribuita a Johann Sebastian Bach, la cui paternità è probabilmente da attribuire a Johann Melchior Molter.

## Storia
I musicologi concordano sul fatto che la Passione secondo Luca non sia un'opera di Bach, bensì di un suo contemporaneo, che Bach copiò ed eseguì. Secondo Felix Mendelssohn, la Passione non era certamente di Bach, e la attribuiva a un anonimo compositore della Germania del nord. Il lavoro è attualmente attribuito a Johann Melchior Molter, anche se questa paternità non è condivisa da tutti i musicologi.
In una copia manoscritta della Passione, datata intorno al 1730, si riconosce parzialmente la grafia di Bach, benché lo stile della musica non sia il suo. Presumibilmente, Bach apprezzava quella composizione e la copiò per eseguirla a Lipsia. Carl Philipp Emanuel Bach e Johann Friedrich Agricola, tuttavia, scambiarono la Passione secondo Luca per un lavoro originale di Johann Sebastian, includendolo nell'elenco delle sue composizioni.
L'opera venne eseguita per la prima volta il 7 aprile 1730 a Lipsia, poi l'8 aprile 1735 e il 16 aprile 1743 (o 1745, o 1746), sempre a Lipsia, includendo l'ultimo movimento della cantata Aus der Tiefe rufe ich BWV 246/40a in quest'ultima esecuzione.